# Route nationale 804 (Belgique)
Pour les articles homonymes, voir Route nationale 804.
La route nationale 804 est une route nationale de Belgique à 2x1 voie, qui relie la frontière entre la Belgique et le Luxembourg, à hauteur de Rodange, à la route nationale 883, dans Aubange, au le sud de la province de Luxembourg.
La commune lui donne le nom de rue de Freihaut. Elle se situe au cœur du Pôle européen de développement et de son agglomération transfrontalière de 150 000 habitants. 
Elle fait notamment office de voie d'entrée et de réception de la sortie n°4 de l'autoroute A28.

## Curiosités
- La route prend son point de départ le long de la Chiers, à quelques mètres au nord du tripoint Belgique-France-Luxembourg.